# Mentha villosa
Mentha × villosa    är en ört som först beskrevs av Huds. (pro. sp.). Mentha × villosa ingår i släktet myntor, och familjen kransblommiga växter. 
Inga underarter finns listade i Catalogue of Life.
Denna ört är en hybrid mellan Grönmynta, Mentha spicata och Rundmynta, Mentha suavoulens.